# Bayerische D IV (Ostbahn)
Die D IV war eine Lokomotive der Bayerischen Ostbahn.

## Beschreibung
Die mit Innenrahmen und Allansteuerung versehenen Fahrzeuge wurden in drei Serien, die in den Abmessungen voneinander abwichen, geliefert. Die ursprüngliche Bezeichnung D wurde, nachdem die Ostbahn durch die Königlich Bayerische Staatsbahn übernommen worden war, in D IV geändert. Ursprünglich sollten alle Fahrzeuge durch die Deutsche Reichsbahn übernommen werden. Umgezeichnet wurden allerdings nur sechs Exemplare, die die Nummern 88 7021–7026 erhielten. Bis Ende der 1920er Jahre wurden sie alle ausgemustert oder verkauft.